# Corporación Keio
La Corporación Keio (京王電鉄株式会社 Keiō Dentetsu Kabushiki-gaisha?) es un operador privado de ferrocarriles en Tokio, Japón, y la empresa central del Grupo Keio (京王グループ Keiō Dentetsu Kabushiki-gaisha?) que participa en el negocio del transporte, retail, bienes raíces, entre otros. Las vías que opera Keio conectan los suburbios occidentales de Tokio (Chofu, Fuchu, Hachioji, Hino, Inagi, Tama) y Sagamihara, Kanagawa, con el centro de Tokio en la estación Shinjuku.
Pertenece al grupo de las 16 grandes empresas ferroviarias de Japón.

## Líneas

Mapa de las líneas que opera Keio

| Líneas                   | Sección                                | Número de estación | Longitud (km) | Estaciones | Fecha de apertura   |
| ------------------------ | -------------------------------------- | ------------------ | ------------- | ---------- | ------------------- |
| Línea de Keio            | Shinjuku - Keiō Hachiōji               | 01, 04-34          | 37.9          | 32         | 15 de abril de 1913 |
| Línea de Keiō Sagamihara | Chōfu - Hashimoto                      | 18, 35-45          | 22.6          | 12         | 1916                |
| Línea de Keiō Takao      | Kitano - Takaosanguchi                 | 33, 48-53          | 8.6           | 7          | 20 de marzo de 1931 |
| Línea de Keiō Inokashira | Shibuya - Kichijōji                    | 01-17              | 12.7          | 17         | 1934                |
| Nueva Línea de Keiō      | Shinjuku - Sasazuka                    | 01-04              | 3.6           | 4          | 1980                |
| Línea de Keiō Dōbutsuen  | Takahatafudō - Tama-Dōbutsukōen        | 29, 47             | 2.0           | 2          | 29 de abril de 1964 |
| Línea de Keiō Keibajō    | Higashi-Fuchū - Fuchū-Keiba-Seimon-mae | 23, 46             | 0.9           | 2          | 29 de abril de 1955 |
| Total                    | 7 líneas                               |                    | 88.3          |            |                     |

## Historia
La compañía tiene su origen en el Ferrocarril Eléctrico Nipón (日本電気鉄道?), fundado en 1905.En 1906, la compañía fue reorganizada como el Ferrocarril Eléctrico Musashi (武蔵電気鉄道?), y en 1910 fue renombrado como Tranvía Eléctrico Keio (京王電気軌道?).Empezó operando su primer tramo interurbano entre Sasazuka y Chofu en 1913.Para 1923, Keio había completado su línea de ferrocarril principal (la actual Línea de Keio) entre Shinjuku y Hachioji. 
La línea de Inokashira empezó a operar en 1933 como una empresa completamente separada, llamada Ferrocarril Eléctrico Teito (帝都電鉄?). En 1940, Teito se fusionó con el Ferrocarril Eléctrico Odakyu, y en 1942 fueron fusionados por orden gubernamental para formar Tōkyō Kyūkō Dentetsu (東京急行電鉄?), actual Corporación Tokyu).
En 1947, los accionistas de Tokyu votaron para escindir las líneas de Keio e Inokashira en una nueva compañía, llamada Ferrocarril Eléctrico Keio Teito (京王帝都電鉄?), o su abreviatura KTR.El nombre Teito fue eliminado en 1998 en favor de Ferrocarril Eléctrico Keio (京王電鉄 Keiō Dentetsu?), aunque las siglas KTR pueden ser vistas ocasionalmente en algunos insignias.El nombre de la compañía en inglés cambio a Keio Corporation el 29 de junio de 2005.

## Características

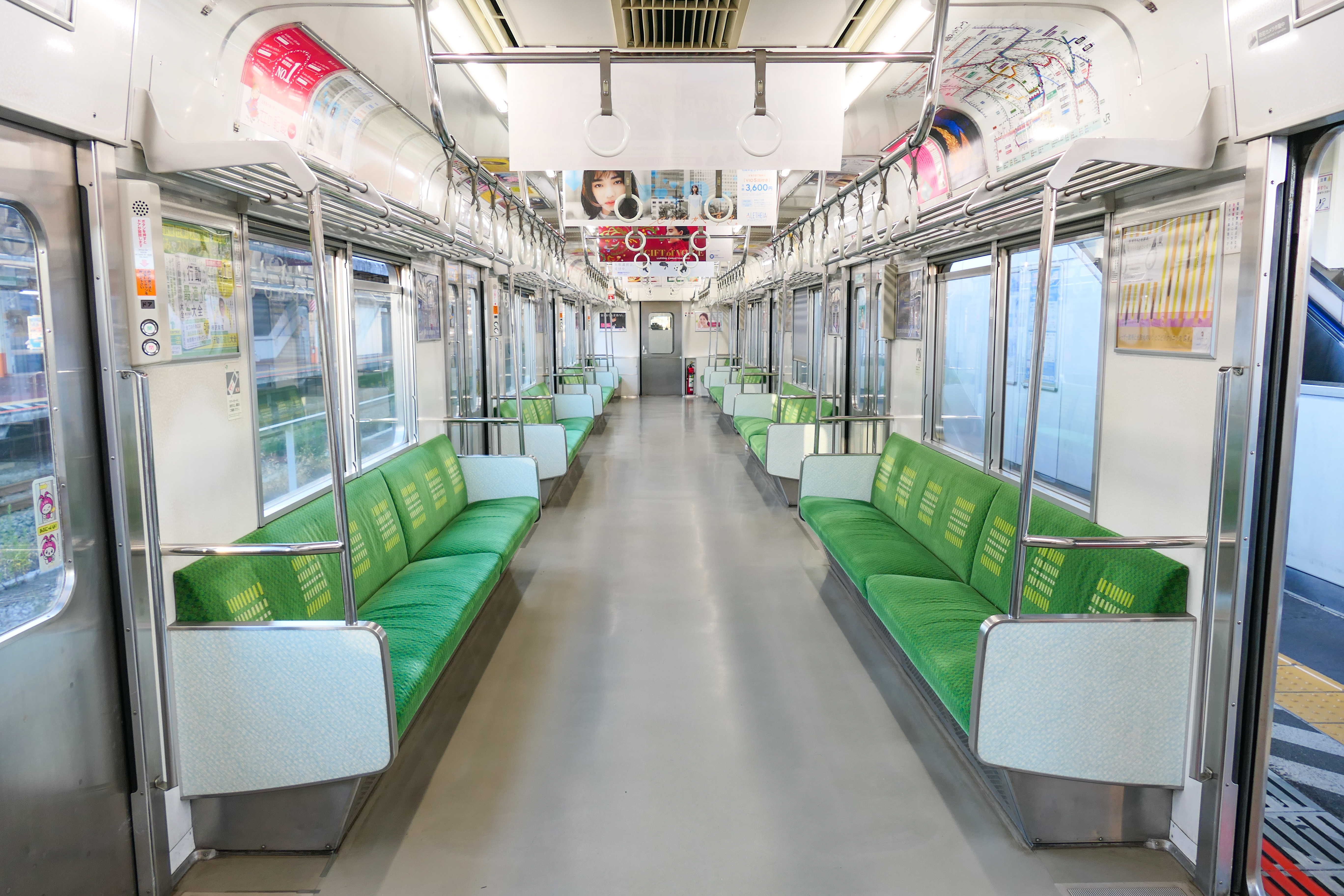
Ejemplo de tren con asientos largos

Debido a que tanto la línea Keio como la línea Inokashira están especializadas en transporte escolar, todos los trenes introducidos desde su inauguración en 1948 han sido vehículos de asiento largo, siendo así la única empresa de ferrocarril privada importante que posee todas unidades de asientos largos.